# پالتاک
پیام‌رسان پالتاک پالتاک یک سرویس چت تصویری گروهی است که به کاربران امکان برقراری ارتباط از طریق ویدئوی تصویری و صدا را می‌دهد. این نرم‌افزار، مالکیتی است. در حالی که خدمات اساسی و نرم‌افزار عمومی آن برای دانلود، رایگان است، برخی دیگر از خدمات آن مانند مشاهده وب‌بین‌ها پولی هستند.

## پیونده به بیرون
- وبگاه رسمی